# La paga del soldato
La paga del soldato (Soldier's pay) è il primo romanzo pubblicato dallo scrittore statunitense William Faulkner. 
La storia narra il rientro a casa, in Georgia, di un veterano della Prima Guerra Mondiale menomato ed orribilmente sfregiato. Il suo ritorno turberà l'esistenza delle persone a lui vicine.

## Trama
La prima scena del romanzo si svolge su un treno, dove alcuni reduci americani della Prima Guerra Mondiale, ubriachi, infastidiscono sguaiatamente i viaggiatori e si mostrano insofferenti ai richiami del controllore. Due di loro, il cadetto Lowe e il più maturo Joe Gilligan, dopo essere sfuggiti ai poliziotti cui erano stati denunciati e cambiato treno, si imbattono in un altro reduce “una faccia giovane con una cicatrice spaventosa che traversava il sopacciglio”. Si tratta di Donald Mahon, un ufficiale dell'aviazione che sta rientrando a casa in Georgia. Egli è evidentemente malato: oltre all'orribile sfregio sulla faccia, ha un braccio rattrappito, si mostra quasi incapace di parlare e si muove con difficoltà. I due gli offrono da bere, nonostante l'inserviente nero che si preoccupa di lui durante il viaggio sostenga che bere gli faccia male. Anche una ragazza che viaggia sul treno si avvicina per prestare il suo aiuto all'ufficiale ferito. La ragazza, Margaret Powers, è una giovane vedova di guerra e insieme a Gilligan deciderà di accompagnare il reduce a casa.
Con il secondo capitolo si assiste ad un forte cambiamento di ambientazione e anche di stile: in una cittadina di provincia presso Atlanta, un giovane forestiero “in tweed” (Gennaro Jones) ammirando uno splendido giardino in cui l'aprile dispiega le sue fioriture, si imbatte nel suo proprietario, l'anziano rettore e pastore della chiesa presbiteriana locale appassionato di giardinaggio.
I due si intrattengono in una amabile conversazione colta e cortese, finché il rettore invita il giovane ad entrare in casa per pranzare insieme; qui gli mostra la foto del figlio militare “abbattuto nelle Fiandre la primavera scorsa”.
Giunge di lì a poco una giovane assai graziosa e seducente (Cecily Sounders) “nel suo leggero abito bianco”: si tratta della promessa sposa del figlio morto del rettore.
Il sulfureo Jones, approfittando di una momentanea assenza dalla stanza del rettore, manifesta a lei la sua natura viziosa e lasciva e mette in atto un tentativo di seduzione; lei si dimostra, nella schermaglia verbale che si accende tra i due, vanitosa, “leggiadra e superficiale”, specchio della società della provincia del Sud americana.
Non vista, la giovane cameriera Emmy (“la vergine disonorata” nei pensieri lubrici di Jones) segue la scena tra i due.
A metà circa del secondo capitolo tutti i personaggi principali del romanzo sono stati introdotti e a questo punto interviene un colpo di scena: il giovane ufficiale Donald Mahon, figlio creduto morto del rettore, sta tornando a casa!
In tal modo i due primi capitoli si riconnettono, poiché Donald altri non è che il reduce sfregiato che Joe e la vedova Powers stanno riaccompagnando a casa.
Al suo arrivo, il padre non può pienamente gioire vedendone le condizioni, ma spera che possa rimettersi con il riposo e le cure che gli verranno prodigate nella sua casa; la fidanzata Cecily, invece, che nel frattempo ha allacciato una nuova relazione con un altro ricco giovane, ne rimane addirittura sconvolta e, prima di svenire, alla vista di quel volto deturpato, strilla di orrore.
“La luce, passando attraverso i suoi bei capelli la cinse di un'aureola e fece diventare il frale abito un alone evanescente attorno al corpo simile a un pioppo che si abbatte.
La signora Powers accorse a sostenerla, ma non prima che avesse battuto la testa contro lo stipite della porta” (Pag. 86)[nota 1]
Da questo momento nei capitoli successivi, la vicenda interseca le azioni e i pensieri di ognuno dei personaggi che ruotano intorno alla figura di Donald Mahon, sorta di fantasma redivivo, idolo quasi muto e cieco, spaventoso testimone ed emblema della ferocia della guerra, la quale -benché ormai conclusa - persisterà come sfondo e talvolta verrà rievocata attraverso flash back nei ricordi di alcuni dei protagonisti.
Il padre non saprà abbandonare fino all' ultimo l'illusione della una guarigione del figlio.
Emmy, che ne è da sempre innamorata e dal quale ha avuto l'unico amore della sua grama esistenza, continuerà ad accudire devotamente il nuovo Donald, piangendo però l'altro che non tornerà più.
Gilligan ne diverrà il costante e inseparabile sostegno.
La bella e attraente vedova Margaret Powers, pur consapevole della invalidità che lo sta portando alla morte, deciderà di sposarlo. La sua decisione si giustifica con quanto lei stessa in precedenza aveva confidato a Gilligan (e che spiega il titolo del romanzo) quando, ripensando al suo passato matrimonio di guerra durato appena tre giorni, sente di non essere stata leale col primo marito avendogli scritto al fronte che intendeva lasciarlo. Il marito però non aveva mai saputo della sua decisione perché era morto prima di ricevere il suo messaggio.
“ Vedete, sento in qualche modo di non essere stata leale con lui. E così credo di doverlo ripagare in qualche modo.” [pag.151]
Sposando Donald ella sembra voler espiare la propria colpa e nello stesso tempo voler ripagare Il soldato del sacrificio da lui sopportato in guerra.
Quando Donald, dopo poco più di un mese dal suo ritorno, inevitabilmente muore, la vita sembra riprendere il suo corso, segnato dal trascorrere delle stagioni (“Aprile era diventato maggio”).
Circolarmente, come si era aperta, la storia si conclude nel vagone di un treno sul quale Margaret e Joe Gilligan, di lei perdutamente innamorato, si salutano (forse) per sempre, dopo che lei ha rifiutato la sua proposta di matrimonio, pur non negando a se stessa che egli le piace tanto.
Comportamenti contraddittori, irrazionali talvolta fino all' autolesionismo contraddistinguono molte delle azioni dei personaggi. Sulle loro esistenze si staglia la natura: vitale, splendida e talvolta protagonista essa stessa perché partecipe indifferente della vita degli uomini.
Il romanzo si chiude con l'accenno al domani, quasi un invito alla accettazione della incongruità e inevitabile sofferenza che comporta la vita, mentre il canto di fede e di preghiera proveniente da una chiesa di neri che accompagna Joe e il rettore, si spegne in lontananza:
“Poi il canto morì, svanendo nella campagna illuminata dalla luna con l'inevitabile domani e la fatica; ed essi si avviarono verso la città sotto la luna, sentendo la polvere nelle scarpe.”